# Dread-Disease-Versicherung
Die Dread-Disease-Versicherung (engl. dread disease = furchtbare Krankheit, schlimme Leiden) ist eine private Personenversicherung, die selbstständig oder als Zusatzversicherung zu einer Versicherung auf den Todesfall das Eintreten einer den Versicherungsbedingungen entsprechenden schweren Erkrankung absichert. Die Anzahl, Art und der Schweregrad der abgesicherten Krankheiten ist dabei vom Vertrag abhängig. Auch Krebsversicherung werden in Deutschland zum Teil zu den Dread-Disease-Versicherung gezählt.

## Herkunft / Geschichte
Die erste Dread-Disease-Versicherung wurde 1983 in Südafrika von Marius Barnard, einem Herzchirurgen, entwickelt und breitete sich von dort über den angloamerikanischen Raum aus.
In Deutschland ist die Versicherungsform erst seit 1993 zum Vertrieb zugelassen und wird von wenigen Versicherungsgesellschaften angeboten.

## Versicherte Risiken
Die Anzahl, die Art und versicherungsrelevante Definition der versicherten Risiken variiert unter den Versicherern stark. International ist oft die Versicherung der Hauptrisiken Krebs, Herzinfarkt und Schlaganfall vorgeschrieben.
Die deutsche Bezeichnung Schwere-Krankheiten-Vorsorge ist insofern etwas irreführend, da bei dieser Versicherung nicht nur Krankheiten im eigentlichen Sinne (wie z. B. schwere Formen von Krebs, Multiple Sklerose, Lebererkrankungen, Lungenerkrankungen, Parkinson-Krankheit, Arthritis etc.) versichert sind, sondern auch andere Vorkommnisse wie Schwere Operationen wie Koronararterien-Bypass oder Folgen schwerer Unfälle in der Deckung einer solchen Police enthalten sein können.

## Tarifmerkmale
Die Höhe des Beitrages resultiert aus für Versicherungsverträge mit biometrischen Risiken üblichen Faktoren (z. B. Alter, Geschlecht, Versicherungssumme, Laufzeit oder Vorerkrankungen). Dabei gibt es nicht nur die deutsche Art nach Kalkulation der Lebensversicherung, welche Rückstellungen für das Alter bildet, sondern auch Dread-Disease-Versicherungen, die nach Art der Schadenversicherung kalkuliert sind. Einige Anbieter kombinieren diese zwei Arten auch mit einem Wertpapier-Depot, was als Fondsmotor bezeichnet wird. Die Anbieter stammen dabei aus Deutschland, Liechtenstein sowie Irland.
Vorerkrankungen können z. B. einen Prämien-Zuschlag, einen Leistungs-Ausschluss oder eine Antrags-Ablehnung bewirken. In der Ausgestaltung der weiteren Tarifmerkmale (z. B. Karenzzeiten, Dynamik etc.) ist die Versicherung der Lebensversicherungen ähnlich, obwohl sie Leistungselemente einer Krankenversicherung aufweist. Ein sehr großes gefahrerhebliches Risikomerkmal ist das Rauchverhalten. Bei fast allen Anbietern muss eine spätere Aufnahme des Rauchens nachgemeldet werden, wodurch die Prämien steigen oder – falls die Meldung nicht erfolgte – die Versicherungsleistung herabgesetzt würde.
Bei einigen Dread-Disease-Versicherungen sind zudem Bausteine wie z. B. Todesfall-, Erwerbsunfähigkeits-, Pflege- oder Berufsunfähigkeitsschutz versicherbar. Aber auch Dread-Disease-Zusatzversicherungen zu anderen Versicherungen wie z. B. einer Risikolebensversicherung oder einer Grundfähigkeitsversicherung werden angeboten.

## Abgrenzung zu ähnlichen anderen Versicherungen
Im Gegensatz zu einer Berufsunfähigkeitsversicherung oder Erwerbsunfähigkeitsversicherung wird keine monatliche Rente ausgezahlt, sondern in der Regel eine fest vereinbarte Versicherungssumme einmalig nach der Diagnosestellung, unabhängig davon, ob die Arbeitskraft der versicherten Person eingeschränkt ist oder nicht.

## Steuerliche Behandlung
Eine Dread-Disease-Versicherung gehört zu den Lebensversicherungen. Bei Vertragsbeginn nach Inkrafttreten des Alterseinkünftegesetzes am 1. Januar 2005 sind die Beiträge nicht mehr als Sonderausgaben abziehbar, die Erträge sind zu 50 % zu versteuern (§ 20 Abs. 1 Nr. 6 n. F. EStG).
Die Versicherungsleistung ist in der Regel steuerfrei. Für eine effektive Vererbung kann es Sinn ergeben, dass eine Dread-Disease-Versicherung „über Kreuz“ abgeschlossen wird. „Über Kreuz“ ist dabei von der Risikolebensversicherung entlehnt und meint, dass der Versicherungsnehmer und die versicherte Person nicht identisch sind.
Ein möglicher betrieblicher Einsatz ist die Verwendung einer Dread-Disease-Versicherung als sogenannte „Schlüsselkraftversicherung“ (auch: „Keyman-Police“ genannt). Hierbei werden z. B. Führungskräfte oder Spezialisten eines Unternehmens versichert, um bei einem Ausfall einen möglichen finanziellen Verlust des Unternehmens auszugleichen. Bei dieser Konstellation wäre das Unternehmen der Versicherungsnehmer und die „Keyperson“ die versicherte Person. Steuerlich kann der Dread-Disease-Vertrag unter Umständen im Betrieb geführt werden, womit die Versicherungsprämien steuerlich als Betriebsausgaben absetzbar sein können. Die Versicherungsleistung wäre in diesem Fall als Betriebseinnahmen zu versteuern. Die Auszahlung an eine Privatperson, z. B. den Geschäftsführer, würde steuerschädlich sein.

## Kritik
Der Bund der Versicherten und die Verbraucherzentrale Rheinland-Pfalz raten dazu, nicht auf eine Berufsunfähigkeitsversicherung zugunsten einer Dread-Disease-Versicherung zu verzichten, sondern diese höchstens als Ergänzung zu einer Berufsunfähigkeitsversicherung anzusehen. Zur Begründung wird gesagt, dass die Dread-Disease-Versicherung orthopädische und psychische Leiden leistungstechnisch kaum erfasst, wobei es sich hier aber oft um Hauptursachen handelt, die zum Arbeitskraftverlust führen.
Für Personen, für die der Abschluss einer Berufsunfähigkeitsversicherung jedoch nicht oder nicht ohne Ausschluss möglich ist (häufig der Fall, wenn in der jüngeren Vergangenheit psychologische oder psychotherapeutische Beratungen in Anspruch genommen wurden), kann die Dread-Disease-Versicherung andererseits eine Alternative sein, da für einen Abschluss aktuelle oder vergangene psychische Beschwerden in der Regel ohne Konsequenzen bei der Risikobeurteilung sind.